# Sawiskera
Sawiskera, ou também chamado como (88611) Teharonhiawako I Sawiskera, é a lua do objeto transnetuniano 88611 Teharonhiawako, e tem, aproximadamente, 2/3 do tamanho de seu corpo. Ele depois foi nomeado de Sawiskera, o irmão gêmeo malíguino de Teharonhiawáko na criação mítica Mohawk.